# Records des 76ers de Philadelphie
Cette page liste les records de l'équipe et des joueurs des 76ers de Philadelphie depuis leur création en 1949.

## Records individuels en saison régulière
Légende: En Gras : joueurs encore en activité en NBA.

### En carrière
| Statistique             | Joueur         | Record |
| ----------------------- | -------------- | ------ |
| Matchs joués            | Hal Greer      | 1 122  |
| Points                  | Hal Greer      | 21 586 |
| Passes décisives        | Maurice Cheeks | 6 212  |
| Interceptions           | Maurice Cheeks | 1 939  |
| Total de rebonds        | Dolph Schayes  | 11 256 |
| Contres                 | Julius Erving  | 1 293  |
| Tirs marqués            | Hal Greer      | 8 504  |
| 3 points inscrits       | Allen Iverson  | 885    |
| Lancers francs inscrits | Dolph Schayes  | 6 712  |
| Pertes de balles        | Allen Iverson  | 2 662  |

### Sur un match
| Statistique                | Joueur                                                              | Record | Date                                                                         |
| -------------------------- | ------------------------------------------------------------------- | ------ | ---------------------------------------------------------------------------- |
| Minutes                    | Larry Costello                                                      | 63     | 8 janvier 1959                                                               |
| Points                     | Joel Embiid                                                         | 70     | 22 janvier 2024                                                              |
| Paniers marqués            | Wilt Chamberlain                                                    | 30     | 16 décembre 1967                                                             |
| Paniers tentés             | Wilt Chamberlain                                                    | 43     | 7 février 1966                                                               |
| Paniers à 3 points réussis | Dana Barros Danny Green Tyrese Maxey                                | 9      | 27 janvier 1995 12 janvier 2021 28 octobre 2022                              |
| Paniers à 3 points tentés  | Danny Green                                                         | 21     | 12 janvier 2021                                                              |
| Lancers francs réussis     | Willie Burton Allen Iverson                                         | 24     | 13 décembre 1994 12 février 2005                                             |
| Lancers francs tentés      | Wilt Chamberlain                                                    | 30     | 1er décembre 1967                                                            |
| Rebonds défensifs          | Caldwell Jones                                                      | 22     | 18 février 1979                                                              |
| Rebonds offensifs          | Charles Barkley                                                     | 16     | 4 mars 1987 20 mars 1987                                                     |
| Total rebonds              | Wilt Chamberlain                                                    | 43     | 6 mars 1965                                                                  |
| Passes décisives           | Wilt Chamberlain Maurice Cheeks James Harden                        | 21     | 2 février 1968 30 octobre 1982 23 décembre 2022                              |
| Interceptions              | Maurice Cheeks Hersey Hawkins Allen Iverson Michael Carter-Williams | 9      | 5 janvier 1987 25 janvier 1991 19 mars 2000 20 décembre 2002 30 octobre 2013 |
| Contres                    | Harvey Catchings Manute Bol Dikembe Mutombo                         | 10     | 21 mars 1975 14 février 1991 1er décembre 2001                               |
| Balles perdues             | Allen Iverson                                                       | 12     | 8 mars 2005                                                                  |

## Records individuels en Playoffs

### En carrière
| Statistique             | Joueur           | Record |
| ----------------------- | ---------------- | ------ |
| Matchs joués            | Julius Erving    | 141    |
| Points                  | Julius Erving    | 3 088  |
| Passes décisives        | Maurice Cheeks   | 807    |
| Interceptions           | Maurice Cheeks   | 269    |
| Total de rebonds        | Wilt Chamberlain | 1 208  |
| Contres                 | Julius Erving    | 239    |
| Tirs marqués            | Julius Erving    | 1 187  |
| 3 points inscrits       | Allen Iverson    | 115    |
| Lancers francs inscrits | Dolph Schayes    | 723    |
| Pertes de balles        | Julius Erving    | 396    |

### Sur un match
| Statistique                | Joueur                        | Record | Date                        |
| -------------------------- | ----------------------------- | ------ | --------------------------- |
| Minutes jouées             | Red Rocha Paul Seymour        | 67     | 21 mars 1953                |
| Points                     | Allen Iverson                 | 55     | 20 avril 2003               |
| Paniers marqués            | Billy Cunningham              | 22     | 1er avril 1970              |
| Paniers tentés             | Allen Iverson                 | 41     | 6 juin 2001                 |
| Lancers francs réussis     | Allen Iverson Joel Embiid     | 19     | 22 avril 2002 25 avril 2024 |
| Lancers francs tentés      | Wilt Chamberlain              | 25     | 12 avril 1966               |
| Paniers à 3 points réussis | Allen Iverson                 | 8      | 28 avril 2002               |
| Paniers à 3 points tentés  | Tyrese Maxey                  | 16     | 28 avril 2022               |
| Rebonds défensifs          | Joel Embiid                   | 19     | 14 juin 2021                |
| Rebonds offensifs          | Charles Barkley               | 11     | 18 avril 1986 26 avril 1990 |
| Total rebonds              | Wilt Chamberlain              | 41     | 5 mars 1967                 |
| Passes décisives           | Wilt Chamberlain              | 19     | 24 mars 1967                |
| Interceptions              | Allen Iverson                 | 10     | 13 mai 1999                 |
| Contres                    | Caldwell Jones Darryl Dawkins | 8      | 3 mai 1978 21 avril 1982    |
| Balles perdues             | Moses Malone                  | 10     | 24 avril 1984               |

## Records de la franchise

### Sur une saison
| Statistique                    | Record | Moyenne par match          | Saison    |
| ------------------------------ | ------ | -------------------------- | --------- |
| Points marqués                 | 10 143 | 125,2 points / match       | 1966-1967 |
| Rebonds                        | 5 914  | 72,1 rebonds / match       | 1967-1968 |
| Passes décisives               | 2 369  | 28,9 passes / match        | 1980-1981 |
| Interceptions                  | 862    | 10,5 interceptions / match | 1985-1986 |
| Contres                        | 653    | 8 contres / match          | 1983-1984 |
| Tirs marqués                   | 3 965  | 48,3 tirs / match          | 1967-1968 |
| Tirs tentés                    | 8 875  | 110,9 tirs / match         | 1961-1962 |
| Pourcentage au tir             | 51,8%  | /                          | 1981-1982 |
| 3 points marqués               | 1 041  | 12,7 tirs / match          | 2024-2025 |
| 3 points tentés                | 3 050  | 37,2 tirs / match          | 2024-2025 |
| Pourcentage à 3 points         | 38,7%  | /                          | 2022-2023 |
| Lancers francs marqués         | 2 350  | 29,4 tirs / match          | 1962-1963 |
| Lancers francs tentés          | 3 411  | 42,1 tirs / match          | 1966-1967 |
| Pourcentage aux lancers francs | 83,5%  | /                          | 2022-2023 |
| Pertes de balles               | 1 915  | 23,3 pertes / match        | 1976-1977 |